# Место преступления (фильм, 1949)
«Место преступления» (англ. Scene of the Crime) — фильм нуар режиссёра Роя Роулэнда, который вышел на экраны в 1949 году.
Фильм рассказывает о лейтенанте отдела убийств полиции Лос-Анджелеса (Ван Джонсон), который ведёт розыск убийц своего напарника, раскрывая деятельность банды, которая пыталась подмять под себя нелегальную букмекерскую сеть в городе.
В 1950 году фильм был номинирован на Премию Эдгара Аллана По в номинации «лучший художественный фильм».

## Сюжет
Поздно вечером на одной из улиц Лос-Анджелеса на глазах молодой пары двое бандитов убивают немолодого мужчину и скрываются на автомобиле. Прибывшая на место преступления полиция опознаёт убитого как своего сотрудника Эда Монигана, обнаруживая у него в кармане неожиданно крупную сумму в тысячу долларов. Убийство произошло перед дверями магазина сигар, известного полиции как нелегальная точка приёма ставок на скачки. Свидетели сообщают, что у стрелявшего была изуродована левая рука, а половина лица покрыта прыщами, и что один преступник назвал другого «сумасшедший лобо». Капитан полиции Фостер (Леон Эймс) сообщает, в последнее время в городе появилась новая банда, которая пытается подмять под себя букмекерский бизнес, одновременно в городе произошло несколько ограблений букмекерских точек, однако их владельцы вместо того, чтобы обратиться в полицию, решили защитить себя сами. В этой связи Фостер выдвигает предположение, что Мониган мог стать жертвой бандитской разборки, обеспечивая защиту букмекерской точке. Однако детектив, лейтенант Майк Конован (Ван Джонсон) убеждён в том, что Мониган, который был его многолетним партнёром, не мог быть замешан ни в какой криминальной деятельности. Капитан поручает Майку расследование этого дела, давая ему в помощь опытного детектива Фреда Пайпера (Джон Макинтайр), который в своё время был наставником Майка, а также начинающего оперативника Си Си Гордона (Том Дрейк). Пайпер сообщает, что словом «лобо» называют бандитов в южной части штата, а Майк добавляет, что недавно видел двух лобо в компании известного теневого дельца Артура Вебсона (Джером Кауэн). Майк доставляет в участок своего информатора, мелкого бандита по прозвищу Слипер (Норман Ллойд), расспрашивая его о Вебсоне, однако тот не сообщает ничего ценного. В кармане у Слипера Гордон находит спичечный коробок, на котором записаны имена Тёрка Кингби (Ричард Бенедикт) и Лейфа Дука (Уильям Хад), а также телефонный номер и адрес. После этого Майк навещает сына Монигана по имени Эд, который в раздражении обвиняет Майка в том, что отец погиб по его вине, так как хотел проявить себя, чтобы Майк вернул его на оперативную работу. Эд просит довести расследование до конца и защитить доброе имя его отца. Детективы устраивают наблюдение за административным зданием по указанному на коробке адресу. Когда из него выходит Вебсон, Пайпер отправляется следить за ним, а Майк и Гордон проникают в его офис, в котором находят карточку частного сыщика Понтиака. В офис стучится подозрительный человек, которого детективы останавливают и идентифицируют как Тони Ратцо (Энтони Карузо), который, как выясняется после изучения его досье, является матёрым преступником. Тем временем Пайпер сообщает, что упустил Вебсона. Майк и Гордон немедленно выезжают по домашнему адресу Ратцо, наблюдая как двое мужчин силой заталкивают его в машину и увозят. Детективы следуют за машиной до склада, который принадлежит преступному авторитету по кличке Судья Менафоу (Том Пауэрс), который в своё время сделал состояние, контролируя бутлегерские операции в городе. Менафоу, который хорошо знает Майка, приглашает его на склад, показывая, как его люди проводят опознание подозрительных лиц, которые могли быть причастны к налётам на букмекерские точки. Менафоу предлагает Майку 10 тысяч долларов, если тот сообщит ему имена налётчиков, однако Майк отказывается от предложения. Вечером Слипер сообщает Майку, что у него есть информация на двух лобо, которые встречались с Вебсоном. Их имена Тёрк Кингби и Лейф Дук, и они называют себя Ройалти Тим. Это они грабят букмекеров, и сегодня готовят ещё одно ограбление, однако, по информации Слипера, среди них нет человека с изуродованной рукой. Слипер не знает их адреса, но видел Тёрка в компании Понтиака. Информация Слипера о налёте косвенно подтверждается, хотя владельцы точки не признают факт налёта. Майк выясняет, что Тёрк и Лейф вместе отбывали срок в тюрьме Уоллаби. Он обращается к своему информатору, который сидел в той же тюрьме и хорошо знает обоих бандитов. Тот утверждает, что изуродованной руки ни у одного из них нет. Детективы выясняют, что в той же тюрьме отбывали срок также Слипер и владелец небольшого кафе Хиппо. Майк даёт Гордону фотографии Тёрка и Лейфа, поручая ему поджидать их у кафе «Хиппо», а сам вместе с Пайпером прибывает к Понтиаку (Роберт Гист). Детектив рассказывает, что знает Тёрка, однако давно его не видел. По его словам, одна из подружек Тёрка, танцовщица бурлеска по имени Лили (Глория Дехейвен) работает в ночном клубе «Фол-де-Рол». Майк направляется в этот клуб, где знакомится с сексуальной Лили, сразу же начиная ухаживать за ней. Он приглашает её в кино, а на следующий день — в ресторан, рассчитывая таким образом установить с ней доверительные отношения. Джентльменский подход Майка нравится Лили, которая привыкла к общению с более примитивными и грубыми мужчинами, и она целует его. Дома Майка встречает очаровательная жена Глория (Арлин Дал), с которой он прожил в счастливом браке уже четыре года. Глория очень переживает по поводу опасной работы мужа и его частых срочных вызовов на работу, безуспешно уговаривая его найти более спокойное место.
На следующий день в газете выходит статья об убийстве Монигана, написанная криминальным репортёром Бобом Херкмайкером (Дональд Вудс), который в погоне за сенсацией намекает, что убитый полицейский сотрудничал с нелегальными букмекерами. Статья вызывает возмущение Майка, который хорошо знаком с Бобом, однако он не в силах что-либо поделать с журналистом. Вскоре Слипер вызывает Майка на тайную встречу, собираясь сообщить ему важную информацию о готовящемся налёте на букмекерскую контору. Майк посылает Пайпера проследить за Хиппо (Ромо Винсент), который выходит из своего кафе в компании Ретцо. Сам же вместе с Гордоном приезжает на встречу со Слипером, обнаруживая, что его жестоко убили. Вскоре в участок возвращается Пайпер, сообщая, что упустил Хиппо. Вечером Майк встречается с Лили у неё дома. Она рассказывает, что знает Тёрка, несколько раз встречалась с ним, но быстро прервала отношения. Полиция находит Хиппо и доставляет его в участок. Когда Майк угрожает закрыть его кафе, Хиппо сообщает, что знает Тёрка и Лейфа по тюрьме и выдаёт адрес Тёрка. Гордон устанавливает в комнате Тёрка жучка, чтобы прослушивать его разговоры. Вечером Майк с Глорией приходят в дорогой ресторан, где встречаются с бывшим поклонником Глории, мультимиллионером Норри Лорфилдом (Том Хелмор), который предлагает Майку выгодную высокооплачиваемую должность в его сталелитейной компании, однако Майк отказывается от этого предложения. Позднее детективы прослушивают пьяную болтовню Тёрка с проститутками, в ходе который он заявляет, что вместе с Лейфом ездил на дело, во время которого тот застрелил Монигана. Майк подозревает, что орудие убийства всё ещё может быть у Лейфа. Майк даёт Лили прослушать запись разговора Тёрка об убийстве Монигана, после чего она соглашается помочь полиции, хотя и показывает, что расстроена тем, что Майк общался с ней только ради дела. В участке Майку сообщают, что Тёрк успел выехать из гостиницы, прежде чем его успели задержать. Ночью Лили звонит Майку, сообщая адрес Лейфа. Майк приезжает на квартиру к спящему Лейфу, обнаруживая у него специальную перчатку, имитирующую уродство, и револьвер, который мог быть орудием убийства. Проснувшийся Лейф набрасывается на Майка, который в драке одерживает верх. Он надевает на Лейфа наручники и выводит на улицу, чтобы доставить в участок. Лейф успокаивается, когда узнаёт, что Майк из полиции, так как боялся, что на него напали бандиты, нанятые ограбленными букмекерами. В этот момент из проезжающей машины по ним открывают огонь, в результате чего Лейфа убивает наповал, а Майк отделывается лёгким ранением. После этого случая Майк догадывается, что Лили действует заодно с Тёрком и они специально его подставили. Майк приезжает на тайную встречу с Хиппо, который сообщает, что Тёрк и Лейф в своё время решили грабить букмекерские точки, рассчитывая разгромить существующую букмекерскую сеть и подмять её под себя. Майк докладывает капитану Форстеру, что Тёрк и Лейф в качестве прикрытия используют коллекторское агентство, и сегодня Тёрк собирается нанести очередной удар по букмекерской точке. Майк предлагает установить за агентством полицейское наблюдение, и в нужный момент схватить Тёрка и его компанию. Однако капитан требует вместо этого довести до Тёрка через Хиппо информацию о том, что полиции всё известно, и тогда не надо будет устанавливать наблюдение, так как Тёрк не будет осуществлять налёт. Возмущённый решением руководства дать возможность преступникам уйти в последний момент, Майк заявляет капитану, что увольняется со службы и оставляет свой значок. После его ухода капитан поручает Гордону связаться с Хиппо и выполнить приказ. В отсутствие Майка Пайпер принимает срочный звонок, сообщающий о местонахождении человека с изуродованной левой рукой. Решая после двух провалов восстановить свою репутацию сильного оперативника, он в одиночку выезжает по названному адресу, однако гибнет, угодив в бандитскую ловушку. В тот момент, когда в ресторане Майк празднует вместе с Глорией и Лорфилдом свой переход к нему на службу, Гордон сообщает ему о гибели Пайпера. Получив у Гордона обратно свой значок, Майк немедленно выезжает к Лили, понимая, что этим звонком пытались убить его, и она в этом замешана. Когда Майк утверждает, что это Тёрк убил Лейфа и Пайпера, Лили вынуждена признать, что это так. Далее она заявляет, что любит Тёрка, и не даст никакой информации против него. Майк арестовывает Лили и поручает Гордону взять Вебсона. Тем временем Глория сообщает, что на время уезжает к матери. После задержания Вебсона Майк запугивает его тем, что даст в прессу информацию о том, что это он возглавляет банду, которая громит букмекерские точки. Это пугает Вебсона, который говорит, что букмекеры тут же убьют его, после чего сознаётся, что просто был наводчиком на букмекерские точки, и выдаёт адрес, где скрываются Тёрк и Ратцо.
Полиция окружает бандитов, которые, укрывшись в бронированном автомобиле, открывают мощный огонь. Майк садится за руль грузовика и на полном ходу врезается в машину Тёрка, переворачивая её, в результате чего она загорается. Майк убивает Ратцо, когда тот, выбравшись из машины, продолжает стрелять. Затем он вытаскивает из машины смертельно раненого Тёрка. В больнице Тёрк подтверждает слова Майка о том, что во время ограблений он для маскировки использовал специальную перчатку, чтобы имитировать изуродованную руку, а также наносил на лицо специальный крем, чтобы оно казалось покрытым прыщами. Перед смертью Тёрк сообщает, что Мониган был неподкупным офицером, и никто не собирался его убивать, просто Мониган случайно встретил их в тот момент, когда они собирались ограбить букмекерскую точку. После завершения дела капитан Фостер подводит его итоги — было похищено 99 тысяч долларов, убито четыре человека и совершено неизвестное число ограблений, но теперь этому положен конец. Фостер рассказывает, что одновременно с делом Тёрка он проводил операцию по уничтожению букмекерской сети, освободив город от всех её руководителей. И потому, чтобы успешно завершить свою операцию, он не разрешил форсировать дело Тёрка. После этого Майк торопится в аэропорт к Глории, однако с горечью видит взлетающий самолёт. Повернувшись на её голос, Майк видит, что Глория никуда не улетела, а ждёт его. Они обнимают и целуют друг друга.

## В ролях
- Ван Джонсон — Майк Конован
- Арлин Дал — Глория Конован
- Глория Дехейвен — Лили
- Том Дрейк — детектив Си. Си. Гордон
- Леон Эймс — капитан А. С. Форестер
- Джон Макинтайр — детектив Фред Пайпер
- Дональд Вудс — Боб Херкаймер
- Норман Ллойд — Слипер
- Джером Кауэн — Артур Вебсон
- Том Пауэрс — Судья Менафоу
- Ричард Бенедикт — Тёрк Кингби
- Энтони Карузо — Тони Ратцо
- Роберт Гист — П.Дж. Понтиак
- Ромо Винсент — Хиппо
- Том Хелмор — Норри Лорфилд
- Калеб Питерсон — Лумис
- Уильям Хад — Лейф Док
- Уильям Фиппс — юноша с пистолетом (в титрах не указан)

## Создатели фильма и исполнители главных ролей
В 1948 году кинокомпанию Metro-Goldwyn-Mayer возглавил Дор Шари, и под его руководством студия поставила серию «нуаровых ультра-реалистических триллеров», среди которых, по мнению историка кино Фрэнка Миллера, «этот фильм был одним из лучших». Кроме того, как замечает киновед, «фильм дал возможность звёздам студии начать новые карьеры, перейдя от показной пышности 1930-40-х годов к более реалистичному миру 1950-х». Как далее пишет Миллер, «чтобы придать истории нуаровую тональность, Шари поручил работу над сценарием новичку студии Чарльзу Шни, первым сценарием которого был триллер „Я всегда одинок“ (1947), в котором он сделал попытку соединить гангстерский жанр с реалиями послевоенной жизни. В том же году, что и „Место преступления“ Шни напишет сценарий одного из величайших фильмов нуар „Они живут по ночам“ (1948), дав одну из первых вариацией на тему истории о Бонни и Клайде. В дальнейшем Шни завоюет Оскар за нуаровое препарирование голливудской жизни в картине „Злые и красивые“ (1952)». На его счету сценарии таких фильмов нуар, как «Обвиняемая» (1949) и «Рождённая быть плохой» (1950). Как пишет Миллер, режиссёр Рой Роулэнд «пытался овладеть мирами реализма и гламура на MGM в течение многих лет. Он начал режиссёрскую карьеру там со звёздного мюзикла „Голливудская вечеринка“ (1934), однако после неудачи фильма был отправлен в мир короткометражек», где на протяжении 1936-41 годов «шлифовал своё мастерство на реалистических драмах из серии „Преступление не окупается“, а также комических короткометражках Роберта Бенчли и Пита Смита». Затем «Роуленд вернулся к полнометражным фильмам, поставив крепкий криминальный триллер „Убийца Маккой“ (1947), в котором студия предприняла попытку ужесточить экранный образ лёгкого комедийного актёра Микки Руни». Позднее Роуленд поставил «один из самых крутых фильмов, которые были когда-либо выходили на MGM, „Полицейский-мошенник“ (1954), жестокую криминальную историю с Робертом Тейлором в главной роли. В то же время Роуленд добился своего наиболее значимого признания с детской фантазией „5000 пальцев доктора Т“ (1953), культовым фильмом по истории Доктора Сьюза». В дальнейшем Роуленд поставил ещё два фильма нуар — «Свидетель убийства» (1954) и «Клевета» (1957). По информации Американского института киноискусства, «этот фильм стал последним для продюсера Гарри Рапфа, кинокарьера которого охватила четыре десятилетия. Он поступил на MGM в 1924 году и умер от сердечной недостаточности 7 февраля 1949 года через неделю после начала съёмок этого фильма», и картину заканчивал другой продюсер.
Как указывает Миллер, «Вэн Джонсон добился звёздного статуса во время Второй мировой войны, когда его статус непригодного к военной службе помог ему остаться в Голливуде и стать идолом миллионов девушек подросткового возраста. В то время его картины были пышными комедиями, часто дополненными музыкальными вставками». Однако продюсер студии Дор Шари смог рассмотреть за «внешне мягким обликом Джонсона что-то более жёсткое, попробовав его в серьёзной роли в реалистической драме о Второй мировой войне „Командное решение“ (1948) с Кларком Гейблом в главной роли». Как далее пишет Миллер, «в фильме „Место преступления“ Джонсон сыграл свою первую главную роль в качестве крутого парня, продолжив в том же духе с добившейся широкого признания историей Шари о Второй мировой войне „Поле битвы“ (1949)». Хорошо справившись с ролью в этом фильме, Джонсон получил предложение на роль Элиота Несса в криминальном сериале «Неприкасаемые» (однако его запросы по зарплате стоили ему этой роли, которая досталась Роберту Стэку). Как и Джонсон, Глория Дехейвен «также рвёт со своим устоявшимся образом жизнерадостной инженю. Овладев профессией через серию небольших весёлых ролей, в которых в максимальной степени использовались её красота и певческий талант, она получила главную роль в фильме „Летние каникулы“ (1948), музыкальной постановке пьесы Юджина О’Нила „О, пустыня“ с Микки Руни в главной роли». После этого Шари решил, что «актрисе нужно больше проявлять свою драматическую сторону и играть более взрослые роли, и потому дал ей роль стриптизёрши и подружки гангстера, которая пытается помешать Джонсону в его поиске». По словам Миллера, Дехейвен «будет и дальше развивать драматическую сторону своего таланта», в частности, в качестве богемной сестры Гленна Форда в мелодраме «Доктор и девушка» (1949).

## История создания фильма
Как отмечает историк кино Гленн Эриксон, на протяжении 1930-40-х годов «хорошо смазанные колёса кинофабрики Metro-Goldwyn-Mayer выдавали хорошие развлечения, но по своим техническим стандартам студия тяготела к стерильным фильмам, хотя время требовало более смелого подхода». В этой связи, по словам Эриксона, возглавив компанию MGM, Дор Шари «решил расширить спектр проектов студии». Вместо «синтезированной Луисом Б. Майером версии реальности» Шари решил создавать «адекватные реальности фильмы со смыслом. Картины Шари на социальные темы не принесли особого успеха, тем не менее он смог привнести „нуаровую“ атмосферу в криминальные триллеры студии». Хэл Эриксон также отмечает, что Шари «принёс столь необходимую дозу острого реализма на эту почтенную студию».
Хотя по мнению историков кино Боба Порфирио и Аллена Силвера, «кажется немного неуместным иметь в фильме нуар такого актёра, как Вэн Джонсон, однако такого рода аномалии были типичны для недолговечной серии нуаров MGM в годы правления Дора Шари». Тем не менее студии удалось «обеспечить плавный переход от своих гангстерских фильмов 1930-х годов к фильмам нуар» благодаря короткометражкам из серии «Преступление не окупается» и таким детективам, как «Убийцы-белоручки» (1942), «Убийство на Центральном вокзале» (1942) и «Ярость в небесах» (1941) .
В конце января 1949 года «Голливуд репортер» сообщил, что первоначально на роль Арлин Дал планировалась Донна Рид.
Согласно информации «Голливуд репортер» от марта 1949 года, фильм был закончен в соответствии с графиком и «легко уместился» в бюджет в 750 тысяч долларов. По словам Гленна Эриксона, «фильм был более чем успешным в прокате».

## Оценка фильм критикой

### Общая оценка фильма
Как после выхода на экраны, так и в настоящее время критика оценивает картину сдержанно, но в целом положительно. В частности, в 1949 году кинообозреватель «Нью-Йорк Таймс» Босли Краузер назвал фильм «детективной комедийной драмой с насилием довольно ординарного сорта», в ходе которой зрителю «преподносят краткий курс повышения квалификации по раскрытию преступлений, словарь криминального жаргона и пару од благородству копов». Кроме того, зритель «удостаивается привилегии познакомиться с несколькими красочными криминальными личностями, среди которых самым забавным является Слипер, гангстер, которого с удовольствием играет Норман Ллойд». На самое главное, по словам Краузера, заключается в том, что зрителю «разрешается понаблюдать, как мистер Джонсон ухаживает за дамами на любой вкус, что становится одной из приятных обязанностей детектива. Он не только прижимает к себе, нежно воркуя, свою жену, которую очень соблазнительно играет новая очаровашка Арлин Дал, но также бросает силы на работу в ночном клубе, где пытается выведать определённые секреты чисто профессионального толка у также довольно изящной дамы, которую играет Глория Дехейвен. В обоих своих любовных заданиях мистер Джонсон вне сомнения порадует своих поклонников». В итоге, Краузер приходит к заключению, что у фильма «всего одна задача — сделать приятное поклонникам мистера Джонсона. И эту задачу фильм выполняет в полном объёме, так как сценарий, постановка и актёрская игра в этом фильме полностью соответствуют талантам мистера Джонсона как правильного и очаровательного джентльмена».
Современный историк кино Спенсер Селби назвал картину «сильной полицейской драмой с реальной нуаровой атмосферой, в которой детектив полиции расследует дело своего бывшего напарника, которого убили при обстоятельствах, которые позволяют заподозрить его в коррупции» , с другой стороны, по мнению Кини, «это стандартный криминальный фильм, усиленный хорошей актёрской игрой и потрясающей кульминационной перестрелкой». Деннис Шварц отметил, что это «один из немногих фильмов нуар, сделанных MGM». Далее он написал, что фильм «вышел в бытность Дора Шари главой студии, когда тот сделал крен в сторону производства более реалистических фильмов. Это был переходный фильм между гангстерским кино 1930-х годов и современными полицейскими телесериалами». Фильм, по словам Шварца, «снят в стиле телесериала „Облава“ (1951-59), показывая обычные полицейские процедуры при расследовании дела. Он представляет в симпатичном свете трудолюбивых полицейских, рассказывая о том, как часто в обществе их не понимают, и как иногда их предают репортёры, которые стремятся попасть в заголовки, даже когда у них нет достаточных фактов». Майк в исполнении Джонсона «выступает как хороший коп, который разочарован низкой зарплатой и давлением, которое на него оказывают дома, на работе с царящим там политиканством, а также отношением неблагодарной общественности». Хэл Эриксон также отмечает, что «фильм очень близок школе „Облавы“ с её неприукрашенными, лишёнными гламура полицейскими процедурами: он следует стандартной формуле MGM только в финальной сцене примирения». По мнению Крейга Батлера, хотя «в некоторых кругах фильм вызывает восхищение как крутой нуар», тем не менее, «это всего лишь чуть больше чем стандартный полицейский процедурал. Он, без сомнения, увлекателен, но при всём при том, в нём нет ничего такого, чтобы подняло его над средним уровнем». Современные зрители, которые «выросли на десятилетиях полицейских теледрам, слишком многое в этом фильме ранее уже видели помногу раз», и потому для них он может показаться «скучноватым». Несмотря на узнаваемость картины, «поклонники криминальных триллеров всё же получат от него наслаждение». Гленн Эриксон характеризует картину как «лёгкую версию нуара, где крутая история смягчена звёздным актёрским составом и гламурным стилем студии». Тем не менее, фильм «представляет собой увлекательное зрелище про копов, которое понравится поклонникам его звёзд». Киновед подчёркивает, что «это вполне аутентичный нуар в том смысле, что коп в главной роли действует в зоне моральных сумерек. Он не только обманывает женщину, чтобы получить от неё нужную информацию, но и запугивает свидетелей и стукачей ради того, чтобы добиться того, что ему нужно».
Боб Порфирио и Аллен Силвер обратили внимание и на то, что в фильме есть «несколько грубо натуралистичных моментов» — это созданный Макинтайром образ полицейского-мученика, дикая драка между Лэйфом и Майком, и, наконец, последние слова умирающего Тёрка о своей преданной девушке Лили: «Я ненавижу шлюх… Им вечно нужно говорить „Я люблю тебя, бэби“… пустая трата времени». На последнюю сцену обращает внимание и Артур Лайонс, комментируя специфику романтических отношений в гангстерской среде. Порфирио и Силвер отмечают, что «Роулэнд расширяет традиционные амплуа таких актёров, как Джонсон и Макинтайр», в результате благодаря созданным ими образам достигается «натуралистическое изображение полиции». Растущее понимание героем Джонсона целостности преступного мира, который выполняет собственные полицейские функции, «усиливает его разочарование в „целях его карьеры“ и вынуждает уступить давлению жены», согласившись на спокойную работу в крупной компании. Однако «жестокая развязка становится духовным катарсисом, который лишь частично восстанавливает у героя уверенность в собственных силах после неудачи с Лили и своего временного увольнения из полиции». По мнению Миллера, "хотя этот фильм, как кажется, далеко ушёл от гламурного прошлого MGM, тем не менее он был крепко связан со студией, опираясь опыт реалистических криминальных короткометражек из серии «Преступление не окупается» 1930-40-х годов, а также таких низкобюджетных фильмов начала 1940-х годов, как «Убийцы-белоручки» и «Убийство на Центральном вокзале» (оба — 1942). Как далее отметил Миллер, фильм «принёс прибыль благодаря сравнительно небольшому бюджету и сохранившейся поддержке поклонниц Джонсона. Этого было достаточно, чтобы Шари удержался в офисе в то время, когда он пытался перестроить MGM в соответствии с изменившимися вкусами аудитории. С распространением телевидения, которое вносило эрозию в кинорынок, маленькие нуары вроде этого в конце концов перешли на малый экран».

### Оценка работы режиссёра и творческой группы
По словам Гленна Эриксона, фильм выполнен в эпоху маккартизма, когда в Голливуде составлялись чёрные списки нелояльных кинематографистов, и потому «никто в нём не говорит о проблемах системы или о широко распространившейся коррупции». А в финале звучит «очень ненуаровая строка о том, что все плохие парни попались в облаве», что, как иронично замечает Эриксон, «великолепно, значит, никаких нелегальных ставок в Лос-Анджелесе больше не будет». Таким образом, по мнению критика, «гламур и сентиментальность MGM заполняют в фильме тот вакуум, который возникает ввиду отсутствия социального контекста».
Эриксон также отмечает, что «сценарий насыщен крутыми жёсткими разговорами и полицейским жаргоном, который однако звучит совершенно неправильно. Сценарист картины Чарльз Шни, хотя и написал несколько классических фильмов (и парочку превосходных нуаров), тем не менее, он не обладает тем слухом на быстрые словесные перепалки, который присущ Рэймонду Чандлеру». По мнению Шварца, сценарист Шни «наполняет фильм репликами, которые обращают на себя внимание как в хорошем, так и в плохом смысле», а «постановка выполнена Роулендом с мастерской эффективностью». Батлер также считает «постановку Роя Роулэнда хорошей, почти великолепной», с другой стороны, Гленн Эриксон считает, что она «едва заметна и ей не хватает той остроты, которую в этот период принесли в жанровые картины MGM такие новые таланты, как Энтони Манн, Ричард Брукс, Джон Берри и Джон Стёрджес, а также Джон Хьюстон со своим выдающимся фильмом „Асфальтовые джунгли“ (1950)».
Гленн Эриксон отмечает, что техническая сторона картины выполнена по высоким стандартам MGM, что «даёт фильму чистенький вид, лишённый той характерной стилизации, которая могла бы подчеркнуть его мрачное содержание. В нескольких сценах показаны тени от жалюзи на стенах, но даже воровские притоны просторны, чисты и хорошо освещены. Исключением являются городские улицы в центре, показанные главным образом из окон движущихся автомобилей». Так, когда Джонсон наблюдает из машины, это «всегда рир-проекция снятой в студии картинки. Когда он ступает на тротуар, это всегда впечатляющая городская декорация в съёмочном павильоне MGM (конечно, тротуар надлежащим образом вымыт)». Гламурный характер картинки MGM проявляется и в сценах, где «потрясающе-великолепная жена Майка сидит вечером дома в ожидании мужа. Она всегда красиво одета, у неё отличный макияж и причёска, где каждый волосок на своём месте». И далее, «когда пара выходит в город, Майк надевает смокинг, и они часто бывают в роскошных ночных клубах, где Майк и Глория чувствуют себя на своём месте». При этом, как указывает Эриксон, если «посмотреть на реальных детективов Лос-Анджелеса того времени, то даже у самых красивых из них были измученные лица и мешки под глазами. Они часто были не женаты, а женатые редко видели своих жён».
Порфирио и Силвер обращают внимание на то, что «как и более поздний фильм „Полицейский-мошенник“, этот фильм Роулэнда использует такие столь нехарактерные для облика картин MGM, но типичные для нуаров места действия, как тёмные улицы и подсобные помещения старых складов», и задействует «стильную операторскую работу Пола Фогеля».

### Оценка актёрской игры
Батлер, который посчитал фильм немного скучным, отметил далее, что «некоторый интерес ему придаёт актёрский состав». Так, Вэн Джонсон «играет вопреки своему амплуа, и хотя временами немного странно слышать некоторые фразы от человека, которого зрители привыкли видеть дружелюбным и мягким, тем не менее, он довольно хорош». Миллер напоминает, что «остроумие Джонсона в этом фильме проистекало из его опыта игры в комедиях», при этом «здесь он также продемонстрировал неожиданное умение быть циничным». По мнению Батлера, «ещё лучше Джонсона Глория Дехейвен, которая также вопреки амплуа исполняет роль девушки-предательницы. Дехейвен настолько хороша, что просто удивляешься, почему она не играла роли такого типа чаще». Батлер также отмечает Арлин Дал, которая «хотя и не впечатляет в драматическом плане, однако настолько привлекательна, что немногие обратят внимание на качество её игры».
Гленн Эриксон считает, что хотя в этом и нет вины Джонсона «тем не менее, его имидж красавчика работает против убедительности этого фильма с крутой атмосферой. Чтобы Джонсон выглядел жёстче, ему придаётся напарник с ещё более детским личиком в лице Тома Дрейка, хорошего актёра, более всего известного по роли парня-соседа Джуди Гарланд в мюзикле „Встреть меня в Сент-Луисе“ (1944)». Далее критик пишет, что Джон Макинтайр, кажется, приглашён, «чтобы придать картине сентиментальности. Когда его ухудшающееся зрение стало тормозить работу команды, он решает искупить свои промахи, нарушив первое правило работы копа: никогда не идти против плохих парней без прикрытия». По мнению Эриксона, лучше всех справляется со своей ролью, «и потому доминирует в этом фильме великолепный Норман Ллойд. Его скользкий стукач по кличке Слипер по-настоящему эксцентричен, приперчивая свои речи налётом безумия». Далее Эриксон пишет, что «руководство MGM определённо пыталось загрузить работой свою дорогую конюшню контрактных актёров. Ниша Глории Дехейвен на гламурной фабрике истощилась, когда она была больше не нужна для игры в студенческих мюзиклах», и в этом фильме она получила роль «распутной стриптизёрши». Выходя на сцену, «припудренная и принаряженная Дехейвен выглядит как конфетка, к которой не прикасались человеческие руки, и исполняет свой танец с раздеванием, при котором она ничего с себя не снимает, и это никого не возбуждает. Да, она не Рита Хейворт, но претензии к ней будут не справедливы, так как каждая пора Дехейвен источает морально безупречный имидж MGM». Актриса «надувает губки и злится, пытаясь играть грязно, но это не проходит». Её игра становится «ещё одним примером гламура студии, который вредит истории». Вместе с тем, Эриксон высоко оценил игру актёров, которые заняты в сравнительно небольших ролях крутых персонажей, среди них Дональд Вудс, Джером Коуэн, Леон Эймс и Ричард Бенедикт.